# The Light Comes in the Name of the Voice
The Light Comes in the Name of the Voice è un residency show della musicista venezuelana Arca. L'evento site-specific ha avuto luogo alla Borsa di commercio di Parigi dal 1º al 3 marzo 2024.

## Descrizione
La tre giornate è stata concepita da Arca come un evento appositamente progettato per l'adattamento all'interno della Pinault Collection della Borsa di commercio di Parigi. Sull'ideazione dello show, Arca ha affermato:
La musicista aveva già collaborato con lo spazio espositivo nel 2022, con un'installazione realizzata dall'artista Philippe Parreno, Echo2, in cui le sue musiche venivano costantemente trasformate dall'intelligenza artificiale attraverso il software Bronze, utilizzato anche per il suo album di remix Riquiquí;Bronze-Instances(1-100) (XL Recordings, 2020).
Le prime due giornate, all'interno delle sale della Rotunda, hanno visto suonare Arca con un pianoforte "a risonanza magnetica", uno strumento d'avanguardia acustico ed elettronico, in «una ricerca minimalista di trasformazione del suono». Dopo che Arca abbandonava la sala, lo strumento continuava a riprodurre e modificare le musiche da lei eseguite attraverso un'intelligenza artificiale addestrata dalla stessa insieme a Jack Armitage e Victor Shepardson presso l'Intelligent Instruments Lab di Reykjavík. In contemporanea, nei locali del Foyer, erano esposti i dipinti della musicista realizzati tra il 2019 e il 2023, costituendo difatti la sua prima mostra personale.
A conclusione del residency show, durante l'ultima serata, si è svolto nella sala del Foyer un DJ set insieme ai musicisti e disc jockey Bobby Beethoven, Björk, Dj Babatr e Nkisi.